# 五十嵐隼士
五十嵐隼士（日语：／ Igarashi Shunji，1986年8月7日—），前所属事務所渡邊娛樂。前D-BOYS、前D☆DATE成員。血型O型，身高176公分、已退出演藝圈。

## 來歷
- 高中三年級時、母親投稿「第17回ジュノン・スーパーボーイ・コンテスト」在第三次審查（『JUNON』誌上的人氣投票）獲得第54名。
- 2004年7月27日舉行「D-BOYS Audition」選拔中得到第二名。
- 2010年3月加入D☆DATE。
- 2013年11月4日在「D☆DATE LIVE TOUR 2013」東京場發表將退出演藝圈，理由為「對很多藝能以外的工作有興趣，經過再三考慮決定退出」並表示 一定會走不後悔的人生路，感謝粉絲一直以來的支持。
- 2013年11月17日「D☆DATE TOUR 2013 FINAL」為五十嵐最後登台演出。
- 2014年6月 在六本木開設日式料理餐廳「しゃぶ八」。
- 2020年1月，他出現在其同期生六川正男的YouTube頻道中，透露他在東京和靜岡縣濱松市經營多家餐廳。9月，他以《ウルトラ特撮PERFECT MOOK Vol.5 超人力霸王梅比斯》接受訪談，時隔七年首次接受商業雜誌的採訪，自2021年開始，他開始經營包括YouTube與LINE LIVE在內的自媒體，並時常出現在仁科克基的影片中。

## 人物
- 興趣：保齡球、撞球、飛鏢。
- 特技：球技、滑雪、單板滑雪。
- 喜歡運動但不會游泳、討厭水。
- 喜歡小孩，曾說過如果沒有進演藝圈就會當幼稚園老師。

## 演出

### 電視劇
- 琉璃之島 第5話（2005年5月14日，日本電視台）
- 流星花園 第1話（2005年10月21日，TBS）
- 超人力霸王梅比斯（2006年4月18日 - 2007年4月8日，TBS）飾演  日比野未來 / 梅比斯(僅聲優) / 坂宏人
- くうねるところすむところ〜恋するニッカボッカ・ガール〜（2007年4月10日，富士電視台）飾演  青木圭太
- 我們的教科書（2007年4月12日 - 6月28日，富士電視台）飾演  雨木音也
- 花樣少年少女（2007年7月3日 - 9月18日，富士電視台）飾演  野江伸二
- 死化粧師（2007年10月 - 12月，東京電視台）飾演  夏井滿
- 轉瞬為風（2008年2月25日 - 2月28日，富士電視台）飾演  鍵山義人
- ROOKIES（2008年4月19日 - 7月26日，富士電視台）飾演  湯舟哲郎
- 安藤奈津 第8話（2008年8月25日，TBS）飾演  憲司
- 花樣少年少女 特別篇（2008年10月12日，富士電視台）飾演  野江伸二
- 王牌男公關 第1話、第2話（2008年10月17日-24日，朝日電視台）飾演 鷹
- 求職的女孩（2009年3月27日，朝日電視台）飾演  九条貴彦
- 任俠看護（2009年7月-9月，富士電視台）飾演  黑澤五郎
- 決定不哭的日子（2010年1月-3月，CX）飾演 西島賢治
- 三代明智小五郎 第5話（2010年5月11日，TBS電視台/13日，MBS電視台）飾演  三之輪橋登
- 決定不哭的日子～緊急特別篇～（2010年7月2日，富士電視台）飾演  西島賢治
- 逃亡律師 第4話（2010年7月27日，關西电视台）飾演  山崎公太
- 任俠看護 特別篇（2011年1月9日，富士電視台）飾演  黑澤五郎
- 喪失名字的女神（2011年4月-6月，富士电视台）飾演  進藤陸
- D×TOWN 第一彈「Spiders Now」（2012年4月6日-27日，東京电视台）飾演  MASARU
- Answer～警視廳檢證搜查官（2012年4月-6月，朝日电视台）飾演  長谷部吉伸
- 法庭新鮮人（2012年10月-12月，NHK BS）飾演  赤星光貴
- 赤川次郎原作 毒＜Poison＞ 第7話（2012年11月15日，讀賣电视台）飾演  正田大樹

### 電影
- 超人力霸王梅比斯&超人兄弟世紀之戰 （2006年9月）飾演  日比野未來 / 梅比斯(僅聲優)
- 大決戰!超人力霸王8兄弟（2008年9月）飾演 日比野未來 / 梅比斯(僅聲優) / 橫濱市民
- ROOKIES－卒業－（2009年5月）飾演  湯舟哲郎
- 強風吹拂（2009年10月）飾演  榊浩介
- 超人力霸王：怪獸大戰爭超銀河傳說（2009年12月）飾演  日比野未來 / 梅比斯(僅聲優)
- 與你舞動的夏天（2010年9月）飾演  大瀧司
- 天堂之吻（2011年6月）飾演 山本大助（伊莎貝拉）
- 聯合艦隊司令長官 山本五十六（2011年12月）飾演  牧野幸一

### 舞台
- OUT OF ORDER 〜偉人伝心〜（2007年）
- 超人力霸王Premium Stage 飾演 超人力霸王梅比斯（配音）
  - 初公演（2007年5月）
  - 2（2008年5月）
  - 3（2009年5月）
- D-BOYS STAGE
  - vol.1「完売御禮」（2007年）飾演 長塚三郎/坂本龍馬
  - Vol.2「LAST GAME〜最後的早慶戰〜」（2008年）飾演 阪下誠司（與遠藤雄彌雙演出）
  - Vol.3「鴉〜KARASU〜 04」（2009年4月）- 飾演 寅吉
  - 2010 trial-1「NOW LOADING」（2010年4月 - 5月）飾演 國生
  - 2011 秋公演「検察側の証人～麻布広尾町殺人事件～」（2011年10月-11月）飾演 星野太吉

### 手機配信戲劇
- GIFT〜今夜為您送上幸福時光。〜（2010年2月 - 4月、BeeTV） 飾演 高原岳
- 暴風雪（2010年7月 - 9月、BeeTV） 飾演 武田健一

### PV(MV)
- 甲斐名都「ワンダースノウ〜素直になって〜」（2009年11月）

### 廣播電台
- D-RADIO BOYS featuring D-BOYS（2007年10月 - 2011年9月、bay-fm）與和田正人一起擔任DJ
- D-BOYS BE AMBITIOUS（2010年9月 - 12月、InterFM）
- 和田正人・五十嵐隼士のオールナイトニッポン0(ZERO)（2012年4月2日 - 2013年3月25日、ニッポン放送）
- D-RADIO BOYS SUPER feat.D☆DATE（2012年10月 - 2013年11月30日、bay-fm）

## 作品

### 寫真集
- mirai（2006年9月）
- ガチ! -GACHI-（2009年6月）
- route24（2010年10月）

### CD
- 請見D☆DATE。

### DVD
- D-BOYS BOY FRIEND series vol.1 「五十嵐隼士 NO-FICTION」（2009年6月24日）

## 外部連結
- 五十嵐隼士的X（前Twitter）
- 五十嵐隼士オフィシャルブログ「IGのテーマ」(2013年6月3日～）
- 五十嵐隼士BLOG
- 五十嵐隼士在互联网电影资料库（IMDb）上的資料（英文）